# Abborrtjärnsberg
Abborrtjärnsberg este o arie protejată (arie specială de conservare — SAC, sit de importanță comunitară — SCI) din Suedia întinsă pe o suprafață de 14,9 ha, integral pe uscat.

## Localizare
Centrul sitului Abborrtjärnsberg este situat la coordonatele 60°26′48″N 12°37′50″E / 60.4467°N 12.6306°E.

## Înființare
Situl Abborrtjärnsberg a fost declarat sit de importanță comunitară în ianuarie 1997 pentru a proteja un număr necunoscut de specii din flora spontană și fauna sălbatică aflate în arealul zonei. Situl a fost protejat și ca arie specială de conservare în martie 2011.

## Biodiversitate
Situată în ecoregiunea boreală, aria protejată conține 2 habitate naturale: Mlaștini turboase de tranziție și turbării mișcătoare, Fânețe montane.
La baza desemnării sitului se află un număr nedeclarat de specii protejate.